# NGC 5577
إن جي سي 5577 (بالألمانية: NGC 5577) التي يرمز لها بالرمز NGC 5577، هي مجرة، في كوكبة العذراء.

## الاكتشاف
اكتشفت في 1849، بواسطة ويليام بارسونز.